# 終末から
『終末から』（しゅうまつから）は、筑摩書房が1973年6月から1974年10月にかけて発行していた隔月刊の総合雑誌である。

## 概要
1973年6月30日創刊。創刊号の特集は野坂昭如と編集部による「破滅学入門」。編集長は原田奈翁雄。また、編集部員に『ガロ』に関係していた松田哲夫がおり、その関係で『ガロ』系の人脈が数多く執筆している。表紙画と目次イラストは第2号まで東君平、第3号以降は味戸ケイコ。
筑摩書房が終末論がささやかれた当時の世相を汲み取り発刊された。傾向と論調としては「終末論、破滅、反体制」を軸にあらゆる社会問題に思想関係無く『（当時の）日本政府と政治体制を叩けるのであれば何でも』『政府の公的支配打倒による荘園主義の形成』という、終末論者を不安に駆らせ反日主義者を煽る過激な論調で、終刊近くになると「（日本には）未来が無いから日本を脱出しよう。」といった論文まで掲載されたが、結局1年4か月後の創刊9号で終刊となった。
野坂昭如、赤瀬川原平、開高健、小松左京、中井英夫、埴谷雄高、種村季弘、石原慎太郎が論評を掲載した。また井上ひさしが『吉里吉里人』の連載を開始した雑誌として知られている。

## 主な連載作品
- 赤瀬川原平『虚虚実実実話櫻画報』 - 『朝日ジャーナル』『ガロ』等に連載された『櫻画報』の続編。連載中に第二次千円札事件が起こったため、その顛末が語られることになった。単行本化にあたり大幅に改稿され『鏡の町皮膚の町』と改題。『櫻画報大全』には再録されていない[5]。
- 井上ひさし『吉里吉里人』 - 挿絵は佐々木マキ。廃刊後、『小説新潮』で再連載し完結[6]。
- 小松左京『おしゃべりな訪問者』 - 挿絵は秋竜山。小松がタイムマシンを用いて歴史上の人物にインタビューする、という設定で書かれた架空インタビューの連作[7]。
- 鈴木志郎康『時間なき人々』 - 単行本化にあたり『おじいさん・おばあさん』と改題[1]。
- 田辺聖子『今様上方落語』 - 挿絵は水木しげる。単行本化にあたり『おせいさんの落語』と改題[8]。
- 中井英夫『蒼白者の行進』 - 挿絵は建石修志[9]。
- 野坂昭如『八方鬼門』[10]